# Parafia św. Klemensa I w Saratowie
Parafia św. Klemensa I w Saratowie – rzymskokatolicka parafia znajdująca się w Saratowie, w diecezji św. Klemensa w Saratowie w dekanacie środkowopowołżańskim. Jest to parafia katedralna tej diecezji.

## Historia
Katolicy w rejonie Saratowa pojawili się w XVIII w. w wyniku kolonizacji dorzecza Wołgi przez niemieckich osadników. 11 lutego 1856 biskup tyraspolski Ferdinand Kahn OP przeniósł siedzibę biskupią do Saratowa. W tym też roku w mieście otwarto seminarium duchowne. W październiku 1880 oddano do użytku nową katedrę, konsekrowaną w 1881. Wybudowana została na miejscu kościoła z 1805.
Katedra została rozgrabiona i zamknięta przez komunistów w latach 30. XX w. W 1941 Niemców nadwołżańskich, stanowiących większość tutejszych katolików, zesłano do Kazachstanu i na Syberię. Gdy w latach 80. XX w. pozwolono im powrócić na Powołże, przybyli z nimi kapłani. Katolicyzm w Saratowie odrodził się w 1983, wraz z pojawieniem się w mieście dwóch księży. Później saratowskich katolików obsługiwał ks. Joseph Werth z parafii w Marksie.
Parafia w Saratowie została zarejestrowana po upadku Związku Sowieckiego. Katedra nie została zwrócona. W latach 1995–2000 powstała nowa świątynia.